# James H. Cobb
James Harvey Cobb (Tacoma, 1953-2014) is een Amerikaans auteur van thrillers.